# Baitang, Qinghai
Baitang (kinesiska: 巴塘, 巴塘乡) är en socken i Kina. Den ligger i provinsen Qinghai, i den nordvästra delen av landet, omkring 600 kilometer sydväst om provinshuvudstaden Xining. Antalet invånare är 5 377. Befolkningen består av 2 648 kvinnor och 2 729 män. Barn under 15 år utgör 33 %, vuxna 15-64 år 59 %, och äldre över 65 år 6,0 %.
Runt Baitang är det mycket glesbefolkat, med 6 invånare per kvadratkilometer. Det finns inga andra samhällen i närheten. Trakten runt Baitang består i huvudsak av gräsmarker.
Genomsnittlig årsnederbörd är 750 millimeter. Den regnigaste månaden är juni, med i genomsnitt 162 mm nederbörd, och den torraste är december, med 3 mm nederbörd.